# Abel Ferreira
Abel Fernando Moreira Ferreira (Penafiel, 22 de dezembro de 1978) é um treinador e ex-futebolista português que atuou como lateral-direito. Desde outubro de 2020 comanda o Palmeiras, sendo considerado por jornalistas e figuras esportivas como um dos maiores e mais vitoriosos técnicos da história do clube e do futebol brasileiro.
Em sua carreira como jogador, Abel representou apenas times portugueses. Começou nas categorias de base do Penafiel, sua terra natal, aos dez anos; foi promovido à equipe profissional em 1997. Permaneceu em Penafiel até 2000, quando foi jogar no Vitória de Guimarães. Após quatro temporadas, assinou contrato com o Braga em 2004. Seu desempenho pelos Arsenalistas chamou a atenção do Sporting, que o contratou por empréstimo no final de 2005, e depois em definitivo seis meses depois. Em 2011, após uma grave lesão no seu joelho direito, decidiu encerrar sua carreira de jogador, aos 33 anos.
Como treinador, Abel inicialmente assumiu a equipe do Sporting B, e, posteriormente do Braga B. Em 2017, foi promovido à equipe principal do Braga, onde, na temporada de 2017–18 obteve um desempenho recorde na história do clube. Em 2019, Abel foi contratado pelo clube grego PAOK, onde permaneceu até 2020, até ser contratado pelo brasileiro Palmeiras. Pelo time alviverde, Abel conquistou diversos títulos e quebrou vários recordes, tanto do clube quanto do futebol brasileiro, consolidando-se como um dos treinadores mais vencedores da história de ambos.

## Carreira como jogador
Abel começou sua carreira futebolística em 1989, aos dez anos, ao ingressar nas categorias de base do Penafiel, clube de sua terra natal. Durante sua formação nos juniores, inicialmente atuava como meio-campista até o treinador do time, Miguel Leal, o colocar para jogar na lateral-direita. Isto, a princípio, desagradou o jovem jogador, que chegou a tentar desistir do futebol e focar nos seus estudos, mas foi convencido por outro treinador do Penafiel, Manoel Potinho, a voltar a atuar como futebolista. Em 1997, foi promovido ao elenco profissional do Penafiel, onde permaneceu até junho de 2000, quando foi contratado pelo Vitória de Guimarães. Em uma entrevista ao portal esportivo brasileiro ge em 2021, Manuel Fernando Vaz Ribeiro, diretor do Penafiel, afirmou que Abel "foi um jogador que acabou por configurar, na época, a transferência mais cara que o clube, até a altura, tinha protagonizado. Estaremos a falar de 100 mil euros" (pouco menos de 170 mil euros, em valores corrigidos para 2025).
Abel Ferreira assinou um contrato de quatro temporadas com o clube de Guimarães. Estreou pelo clube (e na Primeira Liga) em outubro de 2000, pela sétima rodada da Primeira Liga, numa derrota fora de casa contra o Porto, no Estádio do Dragão, por 0–2. Entre 2000 e 2004, Abel consolidou-se como titular do time.
Em julho de 2004, Abel foi contratado pelo Braga. Como seu contrato com o Vitória de Guimarães já havia terminado, sua transferência foi sem custos. Realizou sua estreia em agosto, começando como titular e participando dos noventa minutos de um empate por 2–2 contra a Académica, pela Primeira Liga. Duas semanas e meia depois, o lateral-direito atuou pela primeira vez em uma competição europeia: Abel foi titular da partida de ida da primeira fase da Copa da UEFA contra o clube escocês Hearts of Midlothian, fora de casa; o Braga perdeu por 3–1. Abel também participou da partida de volta, mas o Braga empatou por 2–2 e acabou sendo eliminado da competição.

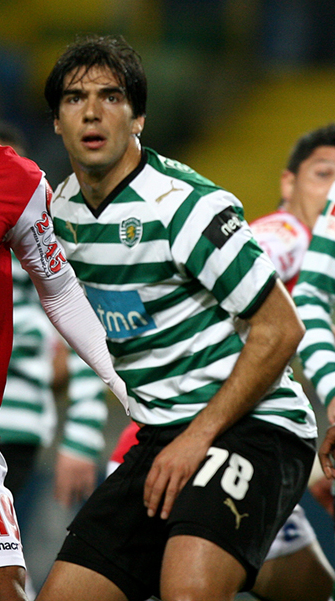
Abel atuando pelo Sporting em 2009

As suas atuações pelo Braga chamaram a atenção do Sporting, que estava em busca de um lateral-direito para substituir o brasileiro Rogério, que havia sido negociado com o Fluminense. Em dezembro de 2005, os Leões contrataram Abel por um empréstimo de seis meses. Realizou sua estreia em 11 de janeiro de 2006, numa vitória de 2–1 do Sporting sobre o Vizela, pela Taça de Portugal. Em abril, o Sporting exerceu a compra em definitivo do lateral, pagando 750 mil euros ao Braga. Pela temporada de 2008–09, Abel perdeu a titularidade do time para Pedro Silva, e, posteriormente, para João Pereira. Entretanto, voltou a ser utilizado na temporada 2009–10, após Pereira ser deslocado para atuar no meio-campo.
Em abril de 2011, cinco anos após a sua contratação, Abel sofreu uma ruptura dos ligamentos cruzados do joelho direito em um treino e teve que ser operado. Devido à lesão, decidiu encerrar sua carreira como jogador aos 33 anos de idade. Conquistou quatro títulos na sua carreira, todos pelo Sporting: duas Supertaças e duas Taças de Portugal.

### Seleção Portuguesa
Abel foi convocado pela primeira vez para uma Seleção Portuguesa em janeiro de 2002. Fez parte do elenco que conquistou o Torneio Internacional Vale do Tejo, em 2002, pela Seleção Portuguesa "B"; foi também o primeiro título conquistado pelo lateral. Pela Seleção Portuguesa principal, teve uma breve experiência ao ser convocado por Luiz Felipe Scolari; entretanto, o jogador não chegou a entrar em campo. A convocação se deu em 14 de novembro de 2007, para jogos contra Armênia e Finlândia nas eliminatórias da Eurocopa 2008, e foi realizada para suprir emergencialmente o corte do lesionado Miguel. Ela gerou expectativa de que Abel pudesse ir à Eurocopa 2008. Contudo, o próprio Abel também veio a lesionar-se e com isso terminou de fora da convocação seguinte (para um amistoso preparatório contra a Itália), em janeiro de 2008. Tampouco terminou incluído na penúltima convocação antes da Euro, em março (para um amistoso preparatório frente a Grécia), que marcou o retorno do concorrente Miguel; e nem na convocação final para o torneio, anunciada em maio.
Mesmo sem ter entrado em campo por Portugal, Abel valorizou as duas semanas de treinamentos, inclusive como preparação a uma carreira própria de treinador que já antevia para si: "tinha 27, 28 anos, mas já queria ser [treinador]. E eu pensei: 'tenho duas semanas para ver os melhores jogadores portugueses, o melhor treinador. Várias pessoas me dizem que sempre andava com um bloco [de notas] atrás de todos. Sim, eu anotava tudo. Essa convocação veio e eu imaginei: 'se conseguir jogar, será ótimo, se não, vou aprender com os melhores'. E a verdade é que não joguei, treinei só, mas foram duas semanas de muito aprendizado". Também declara-se grato a Scolari por ter sido levado em consideração, mantendo relação de proximidade pelos anos seguintes com o técnico brasileiro.

## Carreira como treinador

### Sporting e Braga
Pouco tempo após se aposentar, Abel assumiu o cargo de treinador da equipe de juniores (sub-19) do Sporting durante a temporada 2011–12, após o então técnico do sub-19, Ricardo Sá Pinto, ser promovido para a equipe principal para assumir o lugar de Domingos Paciência, que havia sido demitido. Pela equipe, conquistou o Campeonato Nacional de Juniores. Em julho de 2013, o Sporting anunciou que Abel seria o novo treinador da equipe B, substituindo José Dominguez. Ainda no mesmo mês, Abel conquistou a Taça de Honra da AF de Lisboa com o Sporting. Permaneceu no comando da equipe até junho de 2014, quando foi demitido após supostos desentendimentos com o então presidente do Sporting, Bruno de Carvalho.
Em fevereiro de 2015, Abel foi nomeado como novo treinador do Braga B. Em dezembro de 2016, assumiu o time principal interinamente após demissão de José Peseiro. Neste período, fez sua estreia como treinador na Primeira Liga, ao vencer o Sporting, fora de casa, por 1–0. Retornou ao time B após a contratação de Jorge Simão exercida pelo Braga. Permaneceu no cargo até abril de 2017, quando foi promovido a treinador da equipe principal e substituiu Simão, que havia sido demitido. Sua estreia como treinador de uma equipe principal de forma definitiva foi pela trigésima rodada da Primeira Liga, onde o Braga perdeu para o Sporting, no Estádio Municipal de Braga, por 2–3. A temporada de 2017–18 definiu um marco histórico para o Braga: atingiu o recorde de pontos alcançados, com 75 pontos. Além disso, bateu o recorde de gols marcados, com 101, e o recorde de vitórias numa única temporada, com 33; com isso tornou-se o treinador do Braga com a maior percentagem de vitórias no clube, com 64%.

### PAOK

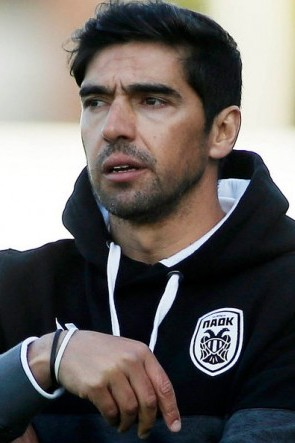
Abel com o PAOK em 2019

Em julho de 2019, depois de completar duas temporadas e meia como treinador do Braga, Abel Ferreira foi anunciado como novo treinador do PAOK, da Grécia, para substituir o romeno Razvan Lucescu, que havia saído para comandar o clube saudita Al-Hilal. Segundo o jornal português Record, o clube grego pagou 2,5 milhões de euros ao Braga e Abel assinou um contrato válido por três temporadas. Foi apresentado oficialmente em 17 de julho, falando, em grego, que "daria o melhor de [si] todos os dias". Fez sua estreia em 6 de agosto, num empate por 2–2 contra o Ajax, no Estádio Toumba, pela terceira fase das rodadas de qualificação da Liga dos Campeões da UEFA. Pela temporada de 2019–20, o PAOK chegou a ficar três meses sem perder um jogo, sustentando uma invencibilidade de dezessete jogos. Além disso, na mesma temporada, Abel também levou a equipe ao vice-campeonato grego e às semifinais da Copa da Grécia. Na temporada seguinte, pela terceira fase das rodadas de qualificação da Liga dos Campeões, o PAOK de Abel eliminou o Benfica, na época comandado por Jorge Jesus. Abel permaneceu no clube grego até outubro de 2020, quando o Palmeiras acertou sua contratação. Sua última partida pelo PAOK foi um empate de 0–0 contra o clube espanhol Granada pela Liga Europa da UEFA.

### Palmeiras
Em outubro de 2020, após a demissão do técnico Vanderlei Luxemburgo, o Palmeiras iniciou uma negociação com Abel Ferreira, que aceitou a proposta. O clube paulista pagou a multa rescisória de 600 mil euros (quatro milhões de reais, na época) do PAOK para contratá-lo, e Abel assinou um contrato até o final de 2022. No dia 30 de outubro, ele foi anunciado oficialmente como treinador do clube brasileiro. Abel tornou-se o primeiro português, oitavo europeu e 23º estrangeiro a comandar a equipe paulista em sua história. Foi apresentado oficialmente em 4 de novembro, afirmando que "a organização e a grandeza" do clube foram os principais fatores que o fizeram decidir a assinar com o Palmeiras. Sua estreia foi no dia seguinte, ao vencer o Bragantino pela partida de volta das oitavas de final da Copa do Brasil por 1–0. Conquistou seu primeiro título como treinador em janeiro de 2021, ao vencer o Santos por 1–0 no Estádio do Maracanã, na final da Libertadores da América. Em março, Abel conquistou a Copa do Brasil ao vencer o Grêmio na final.
Pela temporada de 2021, em maio, Abel foi alvo de críticas após o Palmeiras ter perdido, em um curto intervalo de dias, a Supercopa do Brasil, a Recopa Sul-Americana e o Campeonato Paulista, além de uma eliminação precoce para o CRB na Copa do Brasil. O próprio treinador chegou a comentar que "[estaria] à espera de ser demitido", mas o diretor de futebol do Palmeiras, Anderson Barros, respaldou o treinador dias depois. Em outubro, Abel completou um ano no comando do Palmeiras, se tornando um dos treinadores mais longevos do Alviverde no século. Já em novembro, o português conquistou sua segunda Libertadores após o Palmeiras vencer o Flamengo por 2–1, na final realizada em Montevidéu. Com a conquista, superou o compatriota Jorge Jesus e o croata Mirko Jozić como treinador europeu com mais títulos da competição sul-americana, e também entrou para o grupo de treinadores que foram bicampeões consecutivos do torneio. Além disso, tornou-se o técnico mais vitorioso do Alviverde no século XXI. Abel também foi o primeiro técnico a ganhar duas Libertadores seguidas no século XXI.

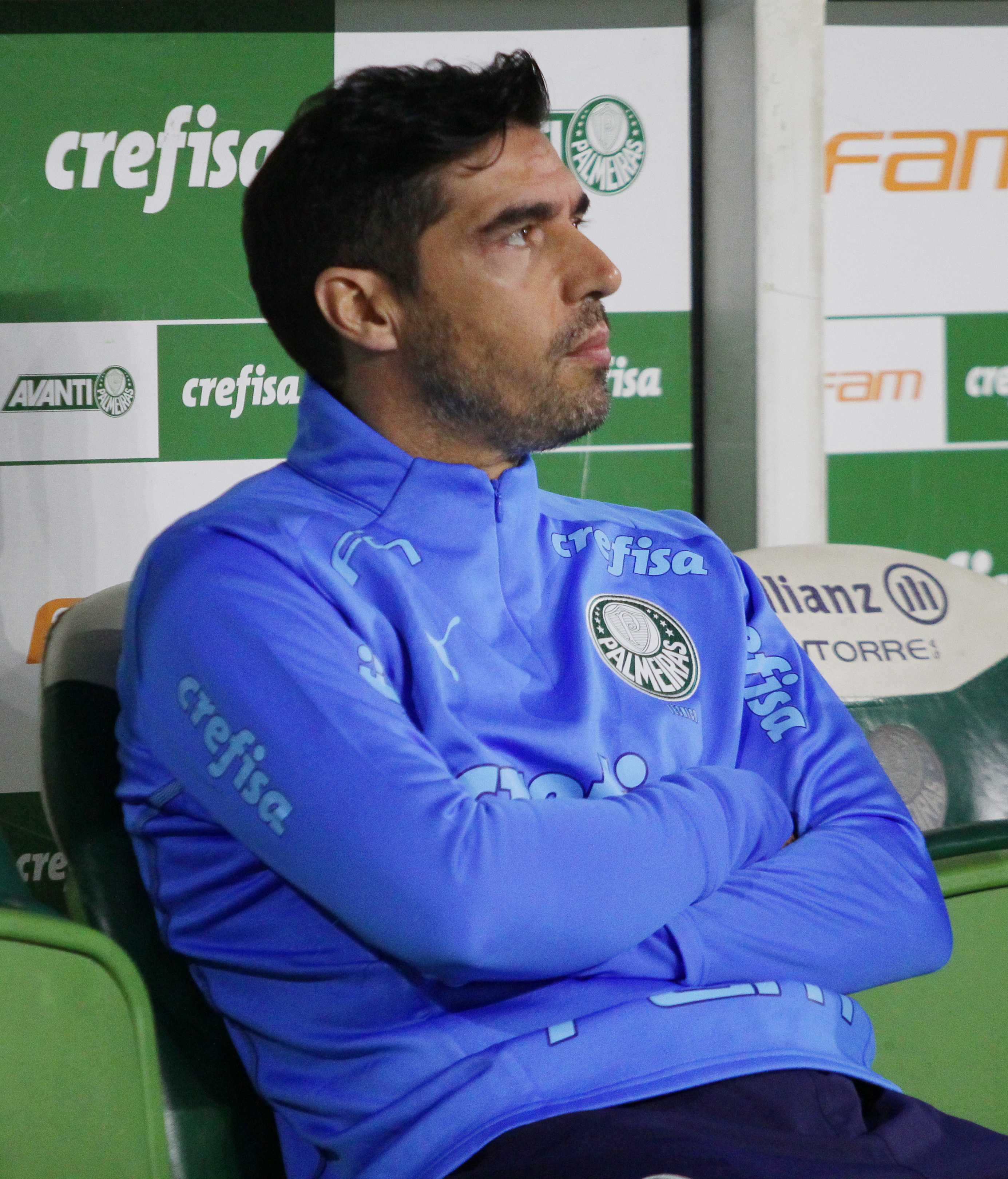
Abel com o Palmeiras em 2022

Em fevereiro de 2022, o técnico completou cem jogos comandando o Palmeiras. Abel foi apenas o sexto treinador a atingir tal marca pelo Palmeiras em uma só passagem pelo clube, se juntando a Luiz Felipe Scolari, Vanderlei Luxemburgo, Osvaldo Brandão, Rubens Minelli e Gilson Kleina. Em março, Abel ganhou seu quarto título pelo Palmeiras ao conquistar a Recopa Sul-Americana em cima do Athletico Paranaense; tornou-se assim o técnico estrangeiro com mais títulos conquistados pelo Palmeiras, se juntando aos uruguaios Humberto Cabelli e Ventura Cambón. No final do mesmo mês, o Palmeiras anunciou a renovação do seu contrato até o fim de 2024. No mês seguinte, Abel chegou à sua quinta taça conquistada com o Alviverde ao vencer o Campeonato Paulista. Com a conquista, tornou-se o primeiro treinador na história do clube a ganhar um título regional, um nacional e um internacional. No dia 11 de maio, após vitória por 2–1 sobre a Juazeirense, pela Copa do Brasil, Abel chegou a 122 partidas pelo Palmeiras e entrou para o top 10 de treinadores que mais comandaram o clube na história, igualando-se a Cláudio Cardoso. No dia 2 de novembro, na semana em que completou dois anos de sua chegada ao clube, o Palmeiras de Abel Ferreira conquistou o Campeonato Brasileiro com quatro rodadas de antecedência; foi o sexto título do treinador pela equipe palmeirense.
Abel conquistou seu primeiro troféu em 2023 no dia 28 de janeiro, após a vitória por 4–3 contra o Flamengo na Supercopa do Brasil. Com a conquista, tornou-se o terceiro treinador com mais títulos pelo clube, com sete. No dia 22 de fevereiro, alcançou a marca de cem vitórias no comando do Palmeiras à beira do campo, após vencer o Bragantino por 2–0 no Allianz Parque, em jogo válido pelo Campeonato Paulista. Em 19 de março, Abel tornou-se o treinador com mais finais pelo Palmeiras, com onze, após o clube ter vencido o Ituano pelas semifinais e garantido vaga a final do torneio estadual. Em 9 de abril, Abel conquistou o Campeonato Paulista após vencer o Água Santa e igualou Vanderlei Luxemburgo no número de títulos conquistados pelo Alviverde, com oito. Completou duzentos jogos à frente do Palmeiras no dia 16 de julho, em empate por 0–0 contra o Internacional pelo Campeonato Brasileiro. Em outubro, completou três anos de trabalho seguidos no Palmeiras, sendo o primeiro treinador no século XXI a alcançar tal fato. A última vez que um treinador atingiu a marca foi Luiz Felipe Scolari, quando ficou no Alviverde entre 1997 e 2000. Em dezembro, Abel tornou-se bicampeão brasileiro consecutivo. Tal conquista o fez se isolar como segundo treinador com mais títulos na história do Palmeiras, com nove.
Em janeiro de 2024, em entrevista coletiva, a presidente do Palmeiras, Leila Pereira, comunicou que o clube e Abel haviam estendido o contrato até o final de 2025. Em abril, após vencer o Santos por 2–0 na final do Campeonato Paulista, Abel conquistou o seu décimo título no comando do Palmeiras. Com isso, juntamente com Oswaldo Brandão, tornou-se o treinador mais vitorioso da história do clube. No fim do mesmo mês, chegou a 250 jogos à frente do Alviverde. Em 25 de junho, Abel completou três anos, sete meses e vinte dias no comando do Palmeiras, tornando-se o treinador mais longevo da história do clube em uma única passagem.
No início da temporada de 2025, Abel foi alvo de críticas pelo futebol pobre coletivamente apresentado pelo Palmeiras, principalmente após ter perdido o título do Campeonato Paulista para o arquirrival Corinthians. Em fevereiro, completou trezentos jogos como treinador do Palmeiras. Em maio, após uma vitória frente ao Vasco da Gama pelo Campeonato Brasileiro, Abel superou Scolari e isolou-se no ranking de treinadores do Palmeiras com maior número de triunfos na história do torneio, com 86. Um mês depois, após vitória frente ao Botafogo pelo Mundial Interclubes, Abel ultrapassou Cambón e tornou-se o treinador com mais partidas em campeonatos mundiais pelo Palmeiras, com oito jogos.

## Perfil de treinador

### Influências

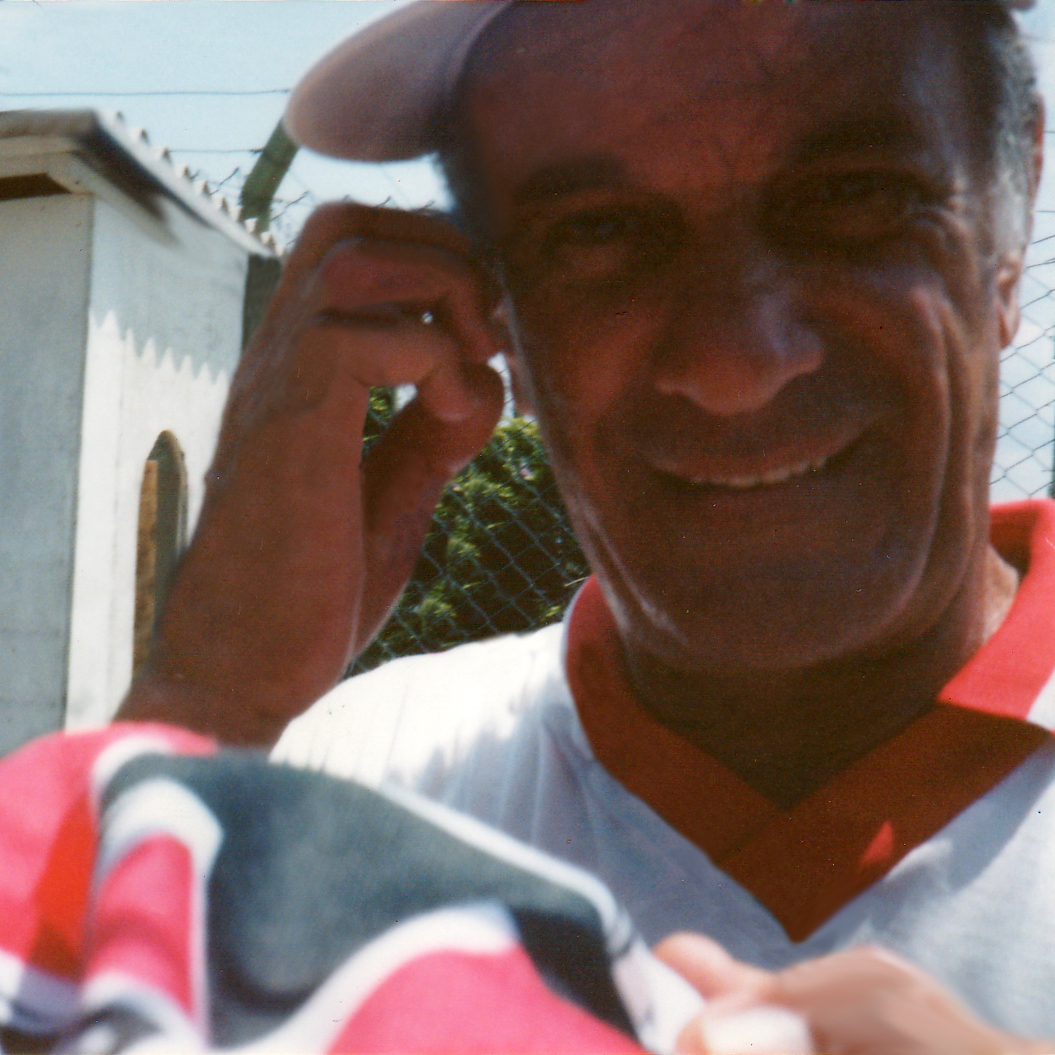
O treinador brasileiro Telê Santana é um dos ídolos de Abel Ferreira.

Entre as principais referências futebolísticas de Abel Ferreira, uma em especial é o brasileiro Telê Santana. Em 2022, ao receber a Bola de Prata, da ESPN Brasil, como melhor treinador do Campeonato Brasileiro, comentou que "é um orgulho receber um prêmio com o nome de um dos maiores treinadores brasileiros". Em uma entrevista coletiva em 2023, ao ser questionado sobre comparações feitas com Telê, Abel respondeu "(...) há coisas que me vejo nele, na forma de analisar o jogo, os gramados. O que ele pensava há trinta anos, eu penso exatamente igual." Essa admiração foi reconhecida pela família de Telê; seu filho Renê Santana observou semelhanças na filosofia de ambos.
Outros treinadores também já exaltados pelo treinador foram o alemão Jürgen Klopp, o espanhol Pep Guardiola, e seu conterrâneo José Mourinho, que, segundo Abel, é "a maior referência para [os] treinadores portugueses". Após a partida de volta da semifinal da Libertadores da América de 2021 contra o Atlético Mineiro, Abel comentou que a "calma e inteligência" de Mourinho serviram de inspiração para a classificação da equipe alviverde. Além deles, conceitos vistos no livro do treinador argentino Marcelo Gallardo influenciaram Abel, que, segundo o próprio, foram implementados em partidas do Palmeiras. Outro português exaltado foi Jorge Jesus, que obteve uma passagem de sucesso pelo Flamengo e que, segundo Abel, "abriu as portas para outros treinadores portugueses no Brasil". Jesus, inclusive, em 2022, comentou que inicialmente não gostava do estilo de jogo dos times de Abel por considerá-lo muito "reativo", mas reconheceu a evolução do Palmeiras sob seu comando.

### Comissão técnica

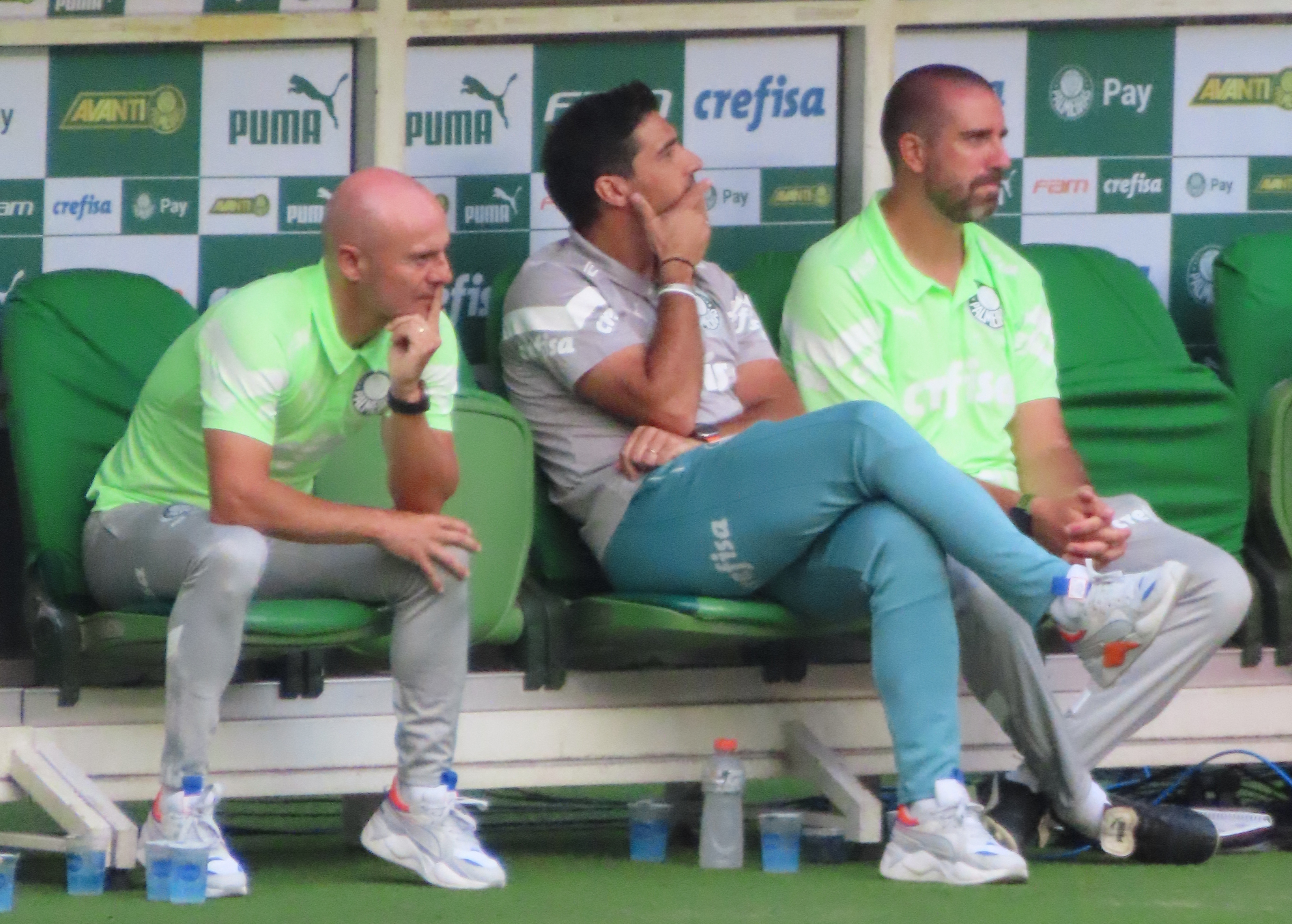
Da esquerda pra direita: Vitor Castanheira, Abel Ferreira e João Martins, pelo Palmeiras, em 2024

Desde 2014, na época que trabalhava como treinador do Sporting B, Abel tem quatro auxiliares principais que fazem parte de sua comissão técnica. São eles: João Martins, Victor Castanheira, Tiago Costa e Carlos Martinho. Uma matéria feita pelo portal brasileiro UOL, em 2022, explicou a função de cada auxiliar trabalhando pelo Palmeiras. Castanheira é responsável pelo desenvolvimento de jogadas ensaiadas ofensivas e a integração de jogadores da base para o time profissional. Martins tem participação na preparação física da equipe. Martinho é responsável pela análise de desempenho da equipe em cada partida, e Costa é responsável por analisar o time adversário. Em um depoimento no Coaches' Voice, Abel comentou que considera todos os seus auxiliares como "treinadores".

### Táticas
De acordo com análises feitas pelos jornalistas Héctor Riazuelo, do Coaches' Voice, e Leonardo Miranda, do blog Painel Tático, do portal esportivo brasileiro ge, o esquema tático mais utilizado pelos times de Abel é o 4–2–3–1, além do 3–5–2. Segundo Miranda, é comum ver uma construção de jogadas com uma linha de três jogadores no campo de defesa: dois zagueiros e o lateral-direito. Isto faz com que o time ocupe o campo do adversário, já que dois volantes ficam disponíveis para levar a bola ao campo de ataque. O objetivo dessa estrutura inicial no campo de defesa é circular a bola para encontrar jogadores livres no meio-campo, para daí dar velocidade às progressões ao ataque, onde outro cinco jogadores ficam disponíveis para gerar uma superioridade numérica contra a defesa adversária.
Para se defender, geralmente os times de Abel utilizam duas linhas de quatro e com os atacantes pressionando a saída de bola do oponente. Comandando o PAOK, entretanto, muitas vezes o time grego se defendia com uma linha de cinco jogadores e buscava a compactação na marcação. Segundo Riazuelo, comandando o Palmeiras, Abel costuma aplicar o conceito de "perde-pressiona" quando o time está posicionado no campo defensivo do oponente. Essa tática tem como referência a marcação individual, onde o jogador adversário com a bola é pressionado e o espaço para troca de passes é reduzido. Isto é visto em tiros de meta ou faltas em zonas próximas à área adversária.

### Legado no futebol brasileiro

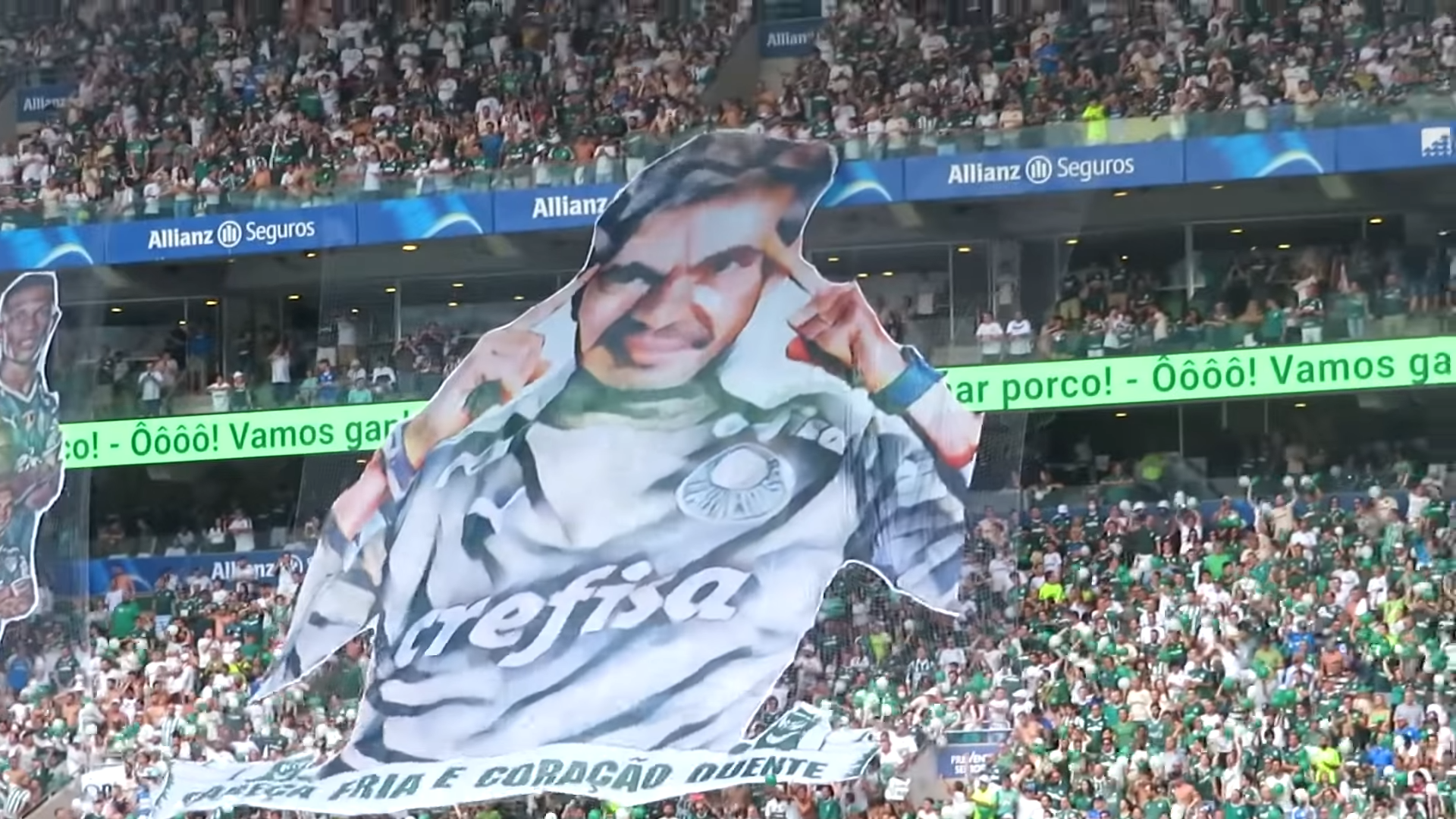
Homenagem da torcida do Palmeiras para Abel Ferreira, pela final do Campeonato Paulista de 2022.

Abel é considerado um dos melhores e mais vencedores treinadores da história do Palmeiras e do futebol brasileiro. Com dez títulos conquistados, é o treinador mais vencedor da história do Alviverde, junto com Oswaldo Brandão. Detém também os seguintes recordes pelo Palmeiras: o de treinador com mais finais disputadas, com quatorze, o que mais comandou o time no Allianz Parque e o com mais vitórias na Copa Libertadores da América. Pelo torneio, inclusive, Abel é o treinador com a maior sequência invicta no Palmeiras, com dezoito jogos, e a maior invencibilidade fora de casa entre todos os clubes da América na história, com 22 partidas seguidas sem derrota.
Em relação ao futebol nacional, Abel é, ao lado de Luiz Felipe Scolari e Cuca, um dos três treinadores que conquistaram a tríplice coroa clássica (principal copa continental, campeonato nacional e copa nacional) por um mesmo clube brasileiro. Abel também é o único treinador na história do futebol brasileiro a ter conquistado os títulos da Copa Libertadores da América, do Campeonato Brasileiro, da Copa do Brasil, de um estadual, da Recopa Sul-Americana e da Supercopa do Brasil.

### Controvérsias
A postura enérgica de Abel à beira do campo e declarações em entrevistas coletivas já resultaram em episódios notáveis, principalmente envolvendo críticas a respeito da arbitragem. Durante sua estadia pelo Braga, acumulou expulsões por contestar decisões do árbitro. Em 2018, num jogo entre Braga e Sporting, o treinador impediu o lateral Fábio Coentrão, do Sporting, de realizar um arremesso lateral, o que desencadeou um conflito entre membros de ambas as equipes. Ocasiões semelhantes ocorreram em jogos contra o Rio Ave e o Portimonense, onde expressou insatisfação com os árbitros. Em todos esses casos, o treinador foi expulso de campo.

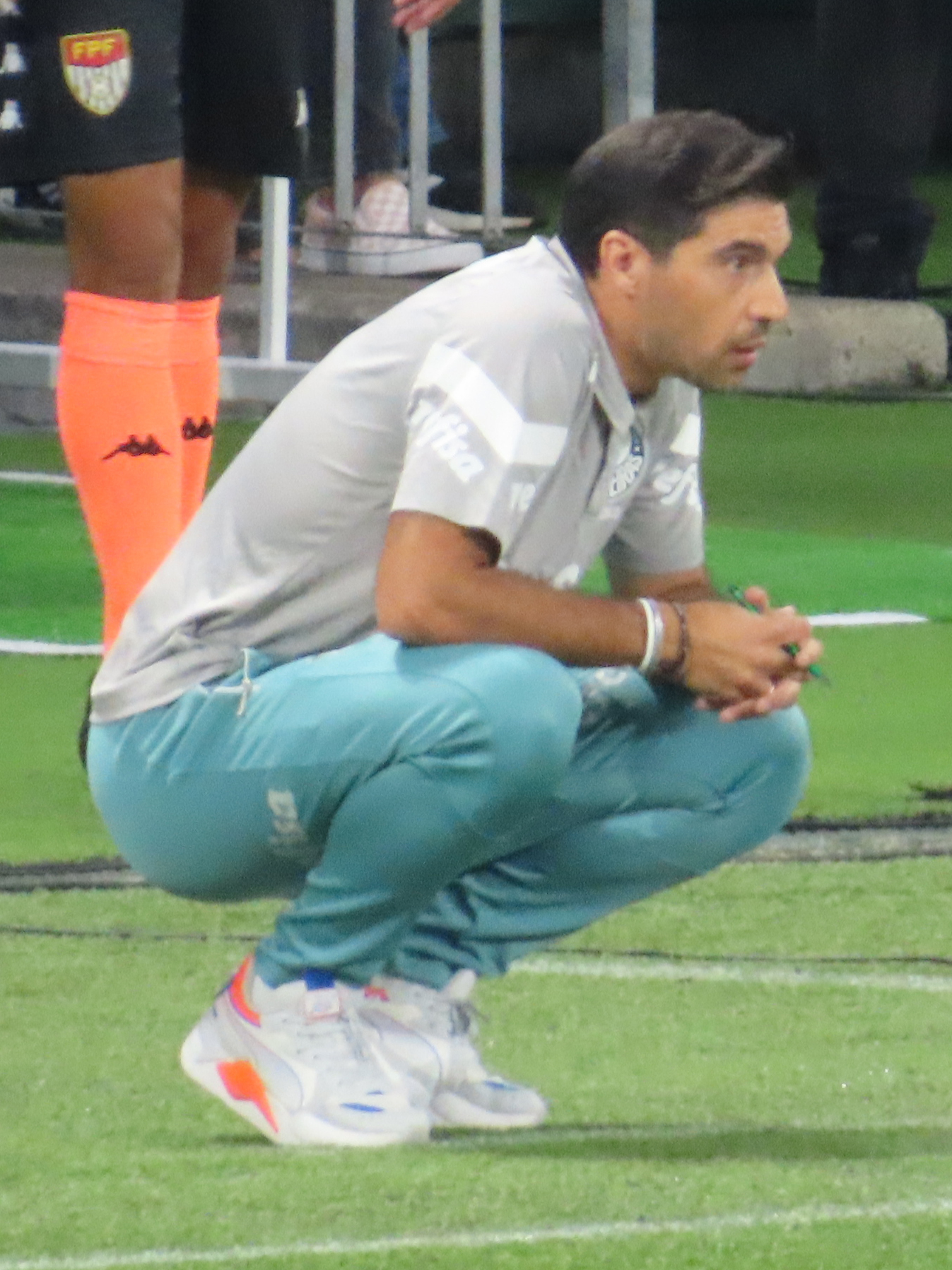
Abel, em partida com o Palmeiras, em 2024.

Em sua estadia no Brasil, Abel já foi centro de várias polêmicas. Em janeiro de 2023, quando a partida da Supercopa do Brasil estava nos acréscimos do segundo tempo, o português se irritou com a arbitragem e chutou um microfone perto da área técnica, sendo expulso logo depois. Após a partida, profissionais da imprensa, como Marcelo Barreto, do SporTV, e Arnaldo Ribeiro e Milly Lacombe, ambos do UOL, criticaram a postura de Abel. Em maio do mesmo ano, o treinador tomou o celular de um produtor da Rede Globo, que gravava uma discussão entre um dirigente do Palmeiras e a arbitragem. Abel foi julgado pelo STJD e recebeu um jogo de punição. Em relação a entrevistas e interações com a imprensa, treinadores brasileiros como Cuca, Rogério Ceni, Mano Menezes e Jorginho já fizeram comentários a respeito do comportamento exacerbado de Abel à beira do campo e de suas declarações em entrevistas. Em julho de 2024, Abel utilizou uma expressão considerada xenofóbica ao dizer que o Palmeiras não era um "time de índios". O treinador pediu desculpas publicamente pouco tempo depois. Um mês depois, Abel interrompeu a repórter Alinne Fanelli, da Rádio BandNews, durante uma pergunta, afirmando que "só devia satisfações a três mulheres: sua mãe, sua esposa, e a presidente do Palmeiras [Leila Pereira]". A atitude, considerada machista, levou o técnico a se desculpar publicamente na sua página no Instagram.
Em maio de 2024, o portal esportivo brasileiro TNT Sports noticiou que o clube catariano Al-Sadd havia acionado a FIFA contra Abel. Segundo a TNT, o clube asiático alegou que o treinador descumpriu um pré-acordo formalizado em novembro de 2023 e que exigia uma compensação de 5 milhões de euros (28 milhões de reais, na época). A ação do Al-Sadd seguiu em andamento até agosto de 2025, quando foi noticiado pelo portal brasileiro UOL que o Palmeiras e o clube catariano entraram em um acordo pelo fim do processo.

## Estatísticas como treinador
Atualizadas até 17 de agosto de 2025 (data da última partida comandada por Abel)
| Clube             | De                | Até               | Jogos | Vitórias | Empates | Derrotas | Aproveitamento |
| ----------------- | ----------------- | ----------------- | ----- | -------- | ------- | -------- | -------------- |
| Sporting B        | 01/07/2013        | 30/06/2014        | 42    | 20       | 10      | 12       | 55.56%         |
| Braga B           | 16/02/2015        | 26/04/2017        | 103   | 36       | 31      | 36       | 44.98%         |
| Braga (interino)  | 01/12/2016        | 20/12/2016        | 1     | 1        | 0       | 0        | 100%           |
| Braga             | 27/04/2017        | 01/07/2019        | 102   | 62       | 14      | 26       | 65.36%         |
| PAOK              | 17/07/2019        | 30/10/2020        | 57    | 31       | 16      | 10       | 63.74%         |
| Palmeiras         | 30/10/2020        | atualmente        | 338   | 198      | 79      | 61       | 66.37%         |
| Total na carreira | Total na carreira | Total na carreira | 643   | 348      | 150     | 145      | 61.9%          |

## Fora dos gramados

### Vida pessoal

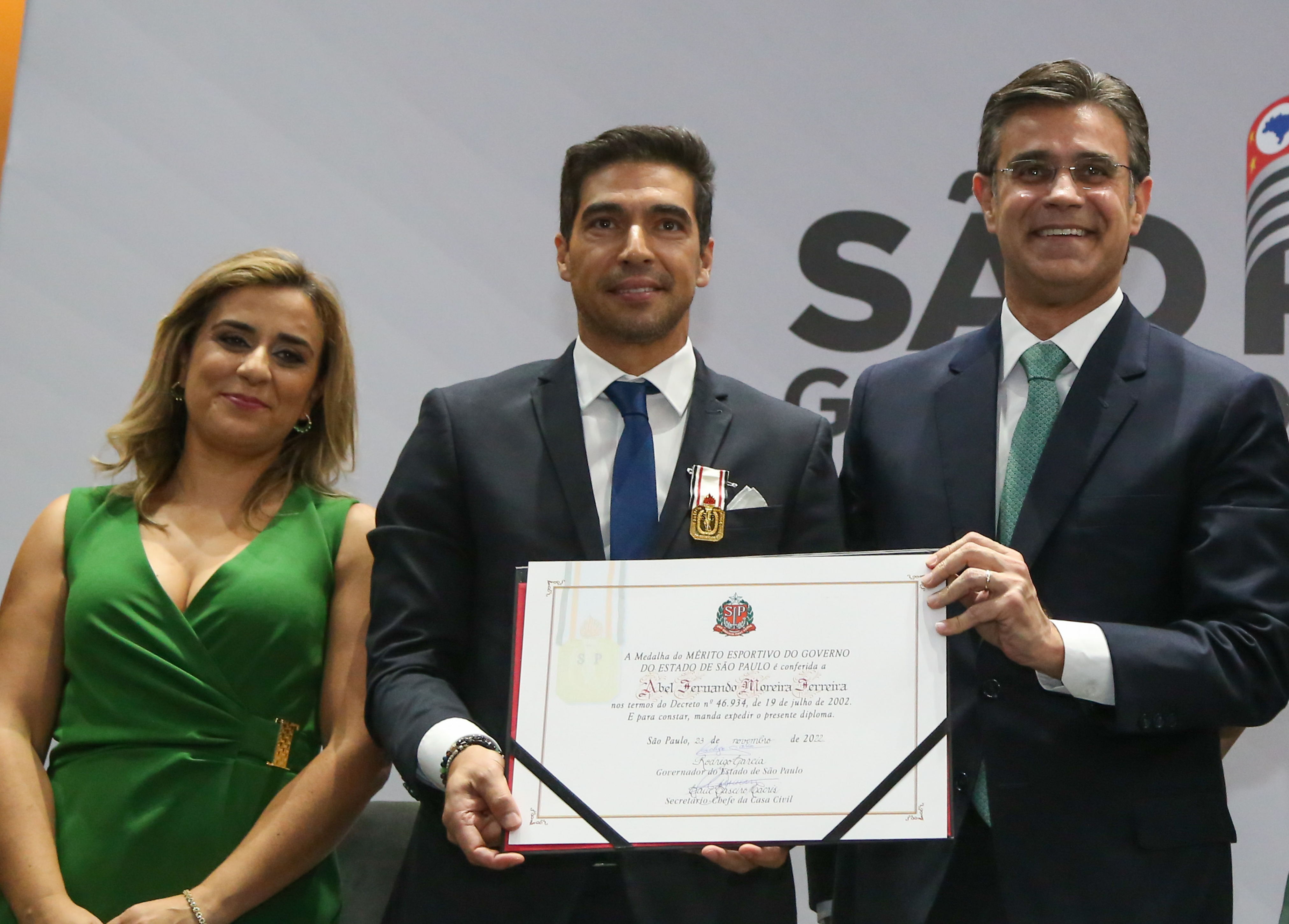
Abel, ao lado da sua esposa Ana Xavier, recebendo a Medalha do Mérito Esportivo do governador Rodrigo Garcia em 2022

Abel é casado com a psicóloga Ana Xavier, com quem tem duas filhas. Até meados de 2022, Xavier e as filhas moravam em Penafiel, até migrarem para São Paulo. Em 2023, após vencer o título do Campeonato Brasileiro pelo Palmeiras, relembrou os sacrifícios que teve de fazer na época de jogador. Afirmou que não tinha muitas namoradas, não ia para festas, e passava as suas noites assistindo telenovelas com seus pais, principalmente Tieta.
Fora do futebol, Abel é um entusiasta do automobilismo, principalmente de Fórmula 1. É fã declarado de Ayrton Senna, vai anualmente ao GP de São Paulo e é amigo pessoal do automobilista britânico Lando Norris. Durante suas férias, já participou de cursos de pilotagem da Porsche.
Em março de 2021, Abel foi condecorado como Comendador da Ordem do Infante D. Henrique, em Lisboa. Em setembro de 2022, recebeu o título de cidadão paulistano. Em novembro de 2022, ganhou a medalha do Mérito Esportivo do Estado de São Paulo, maior honraria do esporte paulista.

### Filantropia
Em março de 2022, lançou o livro "Cabeça Fria, Coração Quente", escrito por ele e sua comissão técnica, registrando as temporadas 2020 e 2021. O lançamento aconteceu na Faculdade das Américas, empresa patrocinadora do Palmeiras. O técnico anunciou que todo lucro seria revertido para duas instituições: o Instituto Ayrton Senna e a ONG Amigos do Bem. Em junho de 2023, Abel anunciou que já haviam sido vendidos cem mil exemplares do livro, com uma receita de oito milhões de reais.
Em dezembro de 2023, Abel Ferreira tornou-se embaixador da Rede Nacional de Bibliotecas Comunitárias (RNBC), iniciativa que promove o acesso à leitura em comunidades carentes no Brasil. Durante visita a uma biblioteca na periferia de Santo André, ressaltou a importância da educação e da leitura em sua trajetória. Em fevereiro de 2025, reforçou seu apoio à causa ao doar o cachê de uma palestra à RNBC, contribuindo para a manutenção e expansão dos espaços.
Em julho de 2025, Abel fez parte de uma campanha do iFood, chamada "Ganhe mais com o app que mais toca no Brasil", para atrair novos colaboradores para trabalhar para a plataforma. Segundo a própria empresa, Abel comunicou que doou o valor integral do cachê para as causas sociais que apoia.

## Títulos

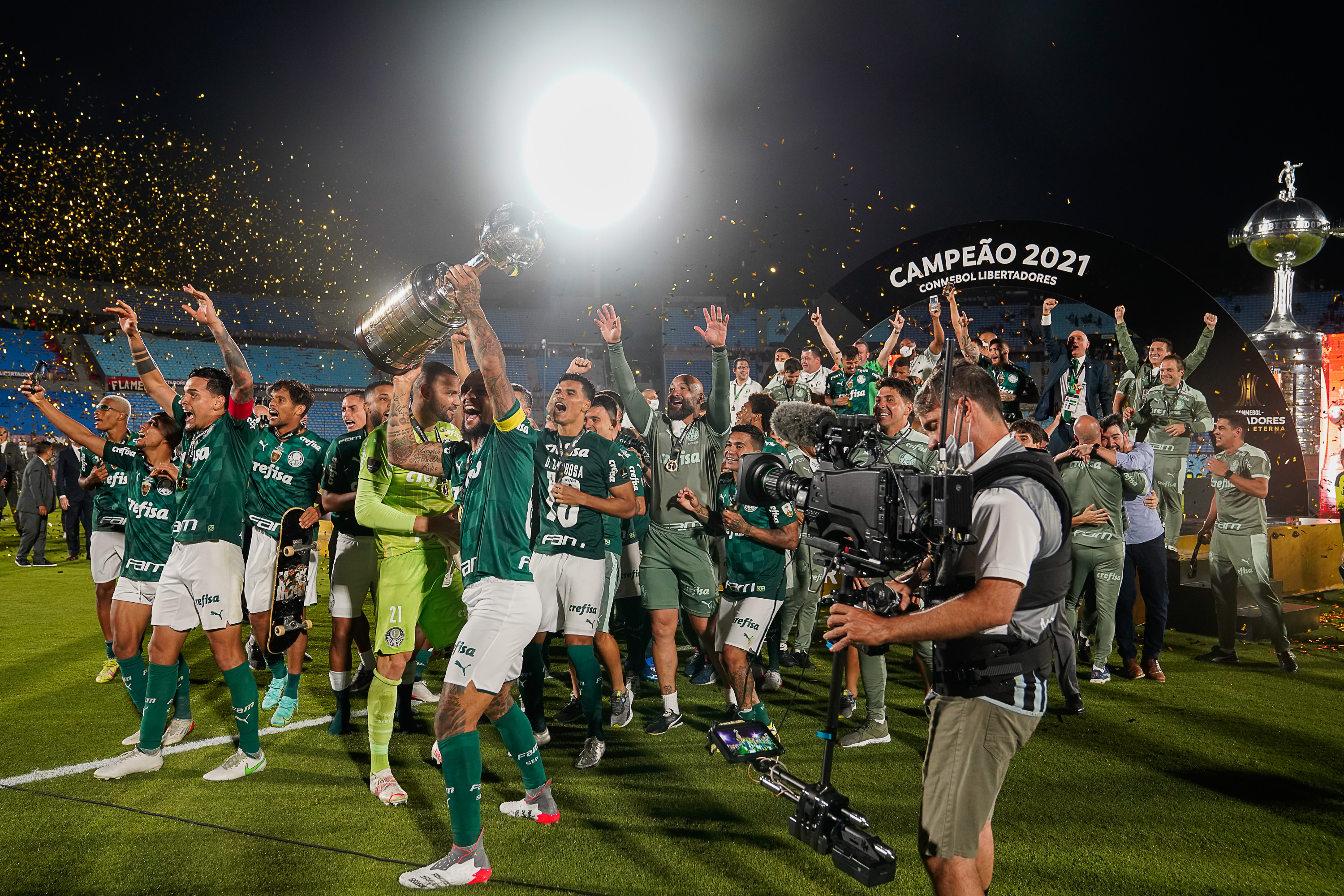
Abel Ferreira venceu a Copa Libertadores da América de 2021 com o Palmeiras.

### Treinador
Palmeiras
- Campeonato Paulista: 2022, 2023 e 2024[2]
- Supercopa do Brasil: 2023[2]
- Campeonato Brasileiro: 2022 e 2023[2]
- Recopa Sul-Americana: 2022[2]
- Copa Libertadores da América: 2020 e 2021[2]
- Copa do Brasil: 2020[2]

Sporting B
- Taça de Honra da AF Lisboa: 2013[34]

Sporting Sub-19
- Campeonato Nacional de Juniores: 2011–12[32]

### Jogador
Sporting
- Taça de Portugal: 2006–07 e 2007–08[3][4][23]
- Supertaça Cândido de Oliveira: 2007 e 2008[3][4][23]

Seleção Portuguesa B
- Torneio Internacional Vale do Tejo: 2002[6][24]

### Prêmios individuais
- Troféu Mesa Redonda - Melhor Técnico da Temporada: 2020 e 2023[129]
- Técnico do ano da Copa Libertadores da América: 2020 e 2021[130][131]
- Melhor técnico do Brasil pelo jornal O Globo/Extra: 2020[132]
- Treinador Sul-Americano do Ano pelo jornal El País: 2021[133]
- Melhor treinador português atuando no exterior pelo CNID: 2022[134]
- Melhor Treinador do Campeonato Brasileiro: 2022[135]
- Bola de Prata - Prêmio Telê Santana: 2022 e 2023[136][137]
- 10 Melhores Treinadores do Mundo pela IFFHS: 2022[138]
- Prémio Mérito na Gala Liga Portugal Awards: 2023[139]
- Treinador do Mês do Campeonato Brasileiro: agosto de 2023, novembro de 2023[140][141]
- Seleção do Cartola FC: 2023[142]
- Melhor treinador do Campeonato Paulista: 2024[143]

### Honrarias
- Comendador da Ordem do Infante D. Henrique (23 de abril de 2021)[144]
- Cidadão Honorário de Penafiel[145]
- Talento que marca o Mundo - Liga Portuguesa[146]
- Cidadão Paulistano - Câmara Municipal de São Paulo[122]
- Troféu Quinas de Ouro: 2022[147]
- Medalha do Mérito Esportivo do Estado de SP[123]